# Mycosphaerella rosicola
Mycosphaerella rosicola är en svampart som beskrevs av B.H. Davis ex Deighton 1967. Mycosphaerella rosicola ingår i släktet Mycosphaerella och familjen Mycosphaerellaceae.   Inga underarter finns listade i Catalogue of Life.